# 永年县 (河北省)
永年县，中国旧县名，在河北省邯郸市境内。2016年，改设永年区，部分地区划入丛台区。

## 隋至清
隋朝仁寿元年（601年），以广平县改为永年县。有认为是为避隋炀帝杨广讳:129。属武安郡。隋末民变，窦建德在619年攻占洺州，修万春宫，迁都于此，所建设城池即，即广府城。此后至近代，永年县境内一直保有对窦建德的民间信仰:129。
唐朝时，永年县属武安郡、广平郡、洺州。为望县。北宋熙宁六年（1073年），临洺县改设临洺镇，并入永年县。金朝，仍属洺州，有一镇——西临洺镇。元朝，属广平路。出于永年县的元末民变领袖韩山童家族既是在两代前由栾城县迁居永年县的:130。
明清时，属广平府。为广平府倚郭县。明朝嘉靖二十一年（1542年），知府陈俎将土城修筑为砖城。后又增修四座瓮城:62。清朝时，永年县考评：冲、繁、难。道光前，设有临洺关通判。太平军北伐时，曾有临洺关战役:130。

## 民国以后
民国初年，全国废府，永年县直属直隶省。北洋政府执政时期，永年县境内各类会教道门活跃，大规模械斗屡有发生:130。1928年，直隶省改为河北省。1937年时，永年县属河北省第十五行政督察区。
1937年七七事变后的10月18日，日军攻占永年县城（广府城）。驻扎永年县的国军第五十三军在此前已撤走。由于向南侵略需要，日军于11月17日离开永年县。此后，地方和土匪武装占据永年县。1938年春，八路军第129师三八六旅进驻永年县。六月，建立永年县抗日政府。其后，建立基层政权。1939年1月5日，因战局变化，八路军和中共党政机关撤出永年县城。日军再度占领永年县。此后，中共政权、国军和侵华日军在此地开始相互攻防。永年县北部的正西、大北旺一带，中共政权在此建立抗日根据地，是为冀南抗日根据地的一部分:131－132。
1945年，抗日战争结束之际，中共政权已占据除永年县城之外的广大地区。当年秋天，中共政权随即开始土改，并在全县公审汉奸、伪政权人员。当时，土匪出身、國民政府下属河北省保安第一纵队司令许铁英、第二纵队司令王泽民则占据县城。晋冀鲁豫解放区的主力部队曾两度进攻县城。由于缺乏重炮，未能攻占县城，故改为长期围城。县城内驻军依靠国军空投粮食驻守:131－134。1947年3月，晋冀鲁豫军区冀南三分区司令部由成安县迁至永年洼边地韩屯，加大围困永年县县城力度。为此，中共永年县委组织县城附近23个村庄居民空室清野，县城外围121个村庄实行军管，开展锄奸反特运动。8月，解放军挺進大別山，国军因局势转变，对永年县城的空投结束:133－134。9月，冀南军区开始组织攻城。10月4日夜，县城驻军分路突围:133。河北省第十五专署保安司令、永年指挥官钟毓麟（或称钟玉林:133）被俘，永年县长杨异才自杀。5日，永年县全境解放。6日，中共军队在邯郸县吕庄消灭突围的永年驻军。击毙许铁英、王泽民。至此，中共政权控制今邯郸市全境。1948年初，中共政权在永年县开始整党运动。结合持续的土改运动，完成基层政权整合:133－134。
1949年后，永年县属邯郸专区。1958年，撤销邯郸县，并入永年县，永年县人民政府由广府城迁往临洺关（今临洺关镇）:60。1960年时，短暂属邯郸市。1962年12月，析永年县原邯郸县地复置邯郸县。1968年，属邯郸地区。1993年，属地级邯郸市。2016年，中国国务院批准邯郸市的多个县的行政区划调整。永年县改设为永年区。原永年县南沿村镇、小西堡乡、姚寨乡划入邯郸市丛台区。